# Johann Christoph Schwedler
Johann Christoph Schwedler (* 21. Dezember 1672 in Krobsdorf, Powiat Lwówecki, Niederschlesien, heute: Polen; † 12. Januar 1730 in Nieder Wiesa, ebenda) war ein deutscher lutherischer Theologe, Pastor und Kirchenlieddichter in Schlesien.

## Leben
Der Sohn des Erbgerichtsscholtzen und Bauern Anton Schwedler war bis zu seinem dreizehnten Lebensjahr auf dem Landgut seiner Eltern tätig. Er besuchte 1689 das Gymnasium in Zittau, bezog für ein Studium der evangelischen Theologie 1695 die Universität Leipzig und erwarb dort 1697 den akademischen Grad eines Magisters der Philosophie.
1698 wurde er Substitut des krank gewordenen Diakons Christoph Adolph in Nieder Wiesa bei Greiffenberg in Schlesien, noch im selben Jahr dessen Nachfolger und 1701 Pastor daselbst an der sogenannten Grenz- oder Zufluchtskirche zu Nieder Wiesa in der Oberlausitz nahe der schlesisch-sächsischen Grenze.

## Werk und Wirkung
Schwedler hat sich als eindringlicher Prediger, als Dichter vieler geistlicher Lieder und als fruchtbarer Schriftsteller hervorgetan, der dem Pietismus zuwgewandt war. Mit seinen Predigten, seinen Schriften und seiner Seelsorge beeinflusste und stärkte er viele Personen, so auch seinen Pfarrkollegen Melchior Schäfer und den zukünftigen Missionar  der Herrnhuter Brüdergemeine Christian David. Anfänglich ließ er seine gedichteten Kirchenlieder in seine biblischen Erbauungsschriften einfließen, dann in den dritten Teil seines Evangelisch lutherischen Hausbuchs von 1712. Als Einleitung enthielt es zudem eine hymnologische Abhandlung über die Kirchengesänge und ihre Dichter. 1716 gab er eine chronologisch geordnete Sammlung von 806 geistlichen Liedern heraus, mit dem Titel: Die Lieder Mose und des Lammes oder Neu eingerichtetes Gesangbuch. Nach der Ordnung der Lebenszeit ihrer Verfertiger eingerichtet, worin die letzten 462 Lieder von ihm stammten. Etliche dieser Lieder wurden auch in das Löbauer Gesangbuch und in das Württemberger Tausendliederbuch aufgenommen. Von den danach entstandenen Lieder haben sich Unser Wandel ist im Himmel und Wollt ihr wissen, was mein Preis? in evangelischen Gesangbüchern eine dauerhafte Aufnahme gefunden.

## Schriften (Auswahl)
- Summatium Theologiae dogmaticae et moralis. Leipzig 1696.
- Diss. de naturali hominis oeconomia. Leipzig 1697.
- Anzugspredigt über 1. Corinth. 1, 4-8. Lauban 1699 und 1701.
- Buß- und Feuerpredigt über Amos 4, 11.12. Lauban 1699.
- Die Liebe Jesu gegen seine Gläubigen; eine Predigt aus dem Evangelium am dritten Osterfeiertage. Lauban 1699.
- Das Jubeljahr im ewigen Leben; eine Trauerrede bei Frauen Maria Helena, geb. v. Braun auf Welkersdorf, des Herrn G. H. von Schweinitz auf Welkersdorf Gemahlin. Leipzig 1700.
- Der gottseelige Badegast, oder Predigt von warmen Bädern, sonderlich von Schafgotschischen warmen Brunnen, über Joh. 5, 2.4. Leipzig 1702.
- Verzeichniß der in Sachsen erklärten Bußtexte, von 1664-1702. Leipzig 1703.
- Agonia Christi, oder der Todeskampf und Blutschweiß Jesu Christi. Zittau 1704.
- Trauerrede bei der Copulatiobn M. J. G. Müller’s in Hotzirch aus Ps. 71, 16-18. Lauban 1705.
- Sciagraphia oder Abriß und Inhalt etlicher Freitagspredigten. Lauban 1706.
- Geschichte des Lebens Jesu Christi. Zittau 1708.
- Trauungsrede über 1. Mos. 24, 31. Zittau 1708.
- Erbauliche Gelegenheitsschrift bei dem Thebeseo-Glaseyschen Hochzeitsfeste zu Hirschberg. Zittau 1711.
- Evangelisch lutherisches Hausbuch aus den Schriften des seligen D. Martin Luthers, zum Gebrauch christlicher Hausväter und Hausmütter in ihren Hauskirchen und Schulen. Lauban 1706–1712 (3 Teile).
- Salz und Freude für alle Gläubige, sonderlich aber für treue Bußprediger, aus Marc. 9, 50. Lauban 1713.
- Antwortschreiben an zwei evangelische Lehrer, teils von Bekehrung eines zum Tode verurtheilten Soldaten, theils vom Unterricht eines gewesenen Juden zur Taufe. Leipzig 1713.
- Das Erstummen der Gläubigen, aus Ezech. 3, 26. Zittau 1713.
- Das unzertrennliche Eines-Drey und Drey-Eines des wahren Christenthums. Lauban 1714.
- Betrübte Reden eines Vaters, dem sieben Kinder gestorben. Zittau 1714.
- Richterstuhl des Gewissens. Lauban 1714.
- Gottes ernstlicher Bußwecker, aus Jerem. 6, 8. Lauban 1714.
- Historische Nachrichten von dem alten Passional-Büchlein. Lauban 1715.
- Drei Bußpredigten aus Marc. 9, 50. 1. Mos. 4, 7. Ps. 48, 17.18. Lauban 1715.
- Schicke dich Sächsisches Schlesisches Israel und begegne deinem Gott, eine Bußtagsbetrachtung über Esr. 9, 14. 15. 2. Mos. 34, 1-9. Lauban 1715.
- Die Kirche im Hause. Lauban 1716.
- Die Befehlung seiner Seelen dem treuen Schöpfer in guten Werken. Lauban 1716.
- Biblisches Tagebüchlein, über Sprüche auf alle Tage des Monats Februar. Zittau 1716.
- Die aus Gottes Wort empfangene Erquickung auf seinem Siechbette. Lauban 1716.
- Die Kirche im Herzen. Lauban 1716.
- Biblisches Kreuz-, Buß- und Trostbüchlein für die Liebhaber des Kreuzes Jesu Christi. Lauban 1717.
- Abriß und kurze Nachricht von der Kirche im Himmel. Lauban 1717.
- Die Kirche in dem Himmelreiche, nach ihrem Zustande und Pflichtschuldigkeiten. Lauban 1717.
- Der zur Reformation umkehrende und sein Volk zu den Herrn ihrer Väter Gott bringende Josaphat; eine Jubelpredigt aus 2. Chron. 19, 4. 1717.
- Nöthige und nützliche Anweisung zur Erkenntniß der Welt, als Anhang zu M. M. Grünewald's Erkenntniß Gottes, seines Selbst und der Welt. Bautzen 1718.
- Das evangelische Hirschberg und das Niederwiesische Zion. Zittau 1718.
- Die Kirche in der Kirche. Zittau 1718.
- Die Kirche auf dem Kirchhofe. Zittau 1718.
- Die Kirche im Sterbebette. Zittau 1718.
- Der Sterbekittel gläubiger Christen. Zittau 1718.
- Das Grabmal einer Rahel unserer Zeit; eine Gedächtnißschrift auf Frau Johanna Eleonore Prenzel, geborne Steudner. 1718
- Wiederholung des im J. 1713 ertheilten Unterrichts vom Gewissen. Zittau 1719.
- Das hohe Geheimniß Christi und seiner Braut, nach seiner innerlichen und äußerlichen Beschaffenheit und Haushaltung durch den heiligen Geist offenbart und beschrieben im Hohen Liede. Zittau 1719.
- Spruch- und Historien-Catechismus, nebst einem Catechismus-Lexikon. Zittau 1719.
- Evavgelische Hirtenbriefe oder Betrachtung der Evangelien. Bautzen 1719.
- Der apostelische, Catechismus. Leipzig 1719.
- Die Kirche auf dem Kirchwege. 1719.
- Die Kirche im Busche. Lauban 1719.
- Kern des Himmelsweges Höferi. Leipzig 1719.
- Lieder Mosis und des Lammes; ein Gesangbuch. Bautzen 1720.
- Catechismus, Lexikon, oder Lehre der Wahrheit zur Gottseligkeit. Leipzig 1720.
- Quatuor paradoxa pentecostalia. Leipzig 1720.
- Das Amt christlicher Zuhörer; eine Predigt über Ephes. 4, 22. 28. Zittau 1720.
- Die christliche Klugheit der Lehrer und Zuhörer, eine Predigt über Ephes. 5, 15—20. Zittau 1720.
- Die Kirche in der Gemeine. Zittau 1720.
- Die Kirche im Frieden. Zittau 1720.
- Buß- und Wasserpredigt bei Gelegenheit einer großen Wasserflut! Lauban 1720.
- Dank und Gebet aus 1 B. d. Könige 8, 56—56. Lauban 1721.
- Die grüne Aue des Evangelii. Lauban 1721.
- Die göttliche Predigt von der Kindschaft Gottes; eine Leichenpredigt aus 1 Joh. 3, 1. 2. Zittau 1721.
- Die Grundlegung des wahren apostolischen, recht katholischen allgemeinen Christenthums; eine Bußbetrachtung aus Hebr. 6, 1. 2. 1721.
- Gute Reisegedanken. Lauban 1721.
- Niederwießnische Rechnung über das drei und zwanzig Jahre geführte Predigtamt, eine Predigt über das Evangelium am l8ten Trinit. Lauban 1721.
- Psalterbuch in fünf Predigten. Leipzig 1721.
- Die rechte Wittwe, die einsam ist. Löbau 1721.
- Von der Gemeinschaft am Evangelio. Löbau 1721.
- Bußwecker unsers Landes. Löbau 1721.
- Dir Ruhe der mühseligen und beladenen Gläubigen in Jesu. Lauban 1721.
- Lehr-, Gebet- und Gesangbuch. Löbau 1721, 1781.
- Beichtbüchlein. Löbau 1721.
- Erklärter Taufbund. Löbau 1721.
- Prediger Salomonis. Bautzen 1722.
- Bertholdsdorfische Huldigungs - Andacht. Löbau 1722.
- Die ganze evangelische Kirche ein Lobethal; eine Bußbetrachtung aus Ps. 103, 1-5. Löbau 1722.
- Die bekümmerten Gläubigen dieser Zeit; eine Bußbetrachtung aus Jerem. 15 und 2 Corinth. 5. Löbau 1722.
- Die durch die fröhliche Christnacht reichlich getrösteten, traurigen elenden Nächte. Lauban 1722.
- Die prophetische Bedeutung des zu Schochau durch Einfall der Ziehbrücken mit mehr als fünfzig Personen geschehenen Jammers. Libau 1722.
- Niederwiesnische Kirchengebete. Lauban 1722.
- Niederwiesnische Schulgebete. Sorau 1722.
- Das Geschrei zur Mitternacht: Siehe, der Bräutigam kommt! Lauban 1723.
- Die letzte Zeit, von Daniel Cap. 12, 1-11 beschrieben; eine Bußbetrachtung. Lauban 1723.
- Deutschlands Gelübde; eine Bußbetrachtung. Lauban 1723.
- Die Glückseligkeit und das Wohl der sich auf den Herrn Zebaoth verlassenden Menschen; eine Trauungsrede aus Ps. 84, 12. 13. Lauban 1723.
- Die brüderliche Predigt unsers Jesu Christi; eine Trauungspredigt. Lauban 1723.
- Der gemeinschaftliche Preis Christi an den Gläubigen und der Gläubigen an Christo; eine Bußbetrachtung aus Phil. 1, 21. Lauban 1723.
- Die königliche Krönungspredigt aus Matth. 22, 34. Löbau 1723.
- Geschlechts- und Hochzeitopfer bei der Pornmann-Gebaurischen Hochzeit. Lauban 1723.
- Kurzer Inhalt der Nachmittagsandacht am Kirchweihtage zu Bertholdsdorf. Löbau 1724.
- Die Niederwiesenschen Armen; eine Supplik. Löbau 1724.
- Das durch Gottes Wort und Gebet geheiligte warme Bad. Lauban 1724.
- Jesus, der wahre Messias; Gedächtnißschrift auf M. G. Gerber, Pfarrer in Meffersdorf. Lauban 1724.
- Predigt zum Andenken des Normaljahrs 1624. Lauban 1724.
- Einer christlichen schwangern Mutter Betkämmerlein. Löbau 1724.
- Die evangelischen Rechte Gottes, aus Ps. 119. 64. Lauban 1725.
- Die rechtschaffnen apostolischen und prophetischen Glaubensnachfolger mit ihrem unterschiedenen Alter; eine Predigt aus Luc. 2, 33—40. 1725.
- Trauerrede bei dem Absterben der Frau Anna Rosina Tschanter, geb. Günther. Lauban 1725.
- Die Ruhe in Jesu für alle Mühselige und Beladen. Bautzen 1725.
- Die evangelischen Rechte Gottes. Bautzen 1726.
- Sonntäglicher Todesblick. Zittau 1726.
- Das Herz Gottes, Jesu und aller seiner Gläubigen. Lauban 1726.
- Die Kirche unsrer Zeit; eine am 16ten Sonntage nach Trinit. 1726 zu Görlitz gehaltene Gastpredigt. Bautzen 1726.
- Das Ende des Glücks, des Lebens, der Welt und der Zeit, ein Predigtbuch über die Episteln. Bautzen 1727.
- Herzenspostille. Lauban 1723.
- Glückwunsch an den Pastor M. F. Weissig in Reichenau bei seiner Hochzeit, aus des Joh. Chrysostomus sechs Büchern vom Priesterthum. Lauban 1728.
- Das Geheimniß des Glaubens. Lauban 1729.
- Die ersten Buchstaben des göttlichen Worts und Grundlehren der christlichen Religion. Lauban 1729.
- Wert des Mitleidens, Erinnerung, Ermahnung und Trost an die deutsche Gemeine zu Copenhagen. Löbau 1729.
- Ermahnungsrede über 1 Timoth. 6, 12 bei dem Tode des ICti J. G. Ansorges. Lauban 1729.
- Wohlgemeinter Beitrag zu dem andern Confessions-Jubelfest. Lauban 1730.
- Die ewige Ruhe; ein Predigtbuch, nebst Lebensgeschichte. Lauban 1733.

## Kirchenlieder
Schwedler hat über 460 Kirchenlieder gedichtet, einige wurde auch ins Englische, einzelne ins Spanische, Polnische, Suahelische und in die Malayalam-Sprache (Südindien) übersetzt.
- Unser Wandel ist im Himmel, richte doch dein Herz dahin.
- Wollt ihr wissen was mein Preis.
  - Would you know my greatest prize.